# خالد بن عبدالله آل خلیفه
خالد بن عبدالله آل خلیفه (انگلیسی: Khalid bin Abdullah Al Khalifa) سیاست‌مدار، بازرگان و مدیر ارشد اجرایی بحرینی است، که در حال حاضر به‌عنوان معاون نخست وزیر بحرین و رییس هیئت مدیره شرکت گلف ایر فعالیت می‌نماید.